# Skrivbordsdator

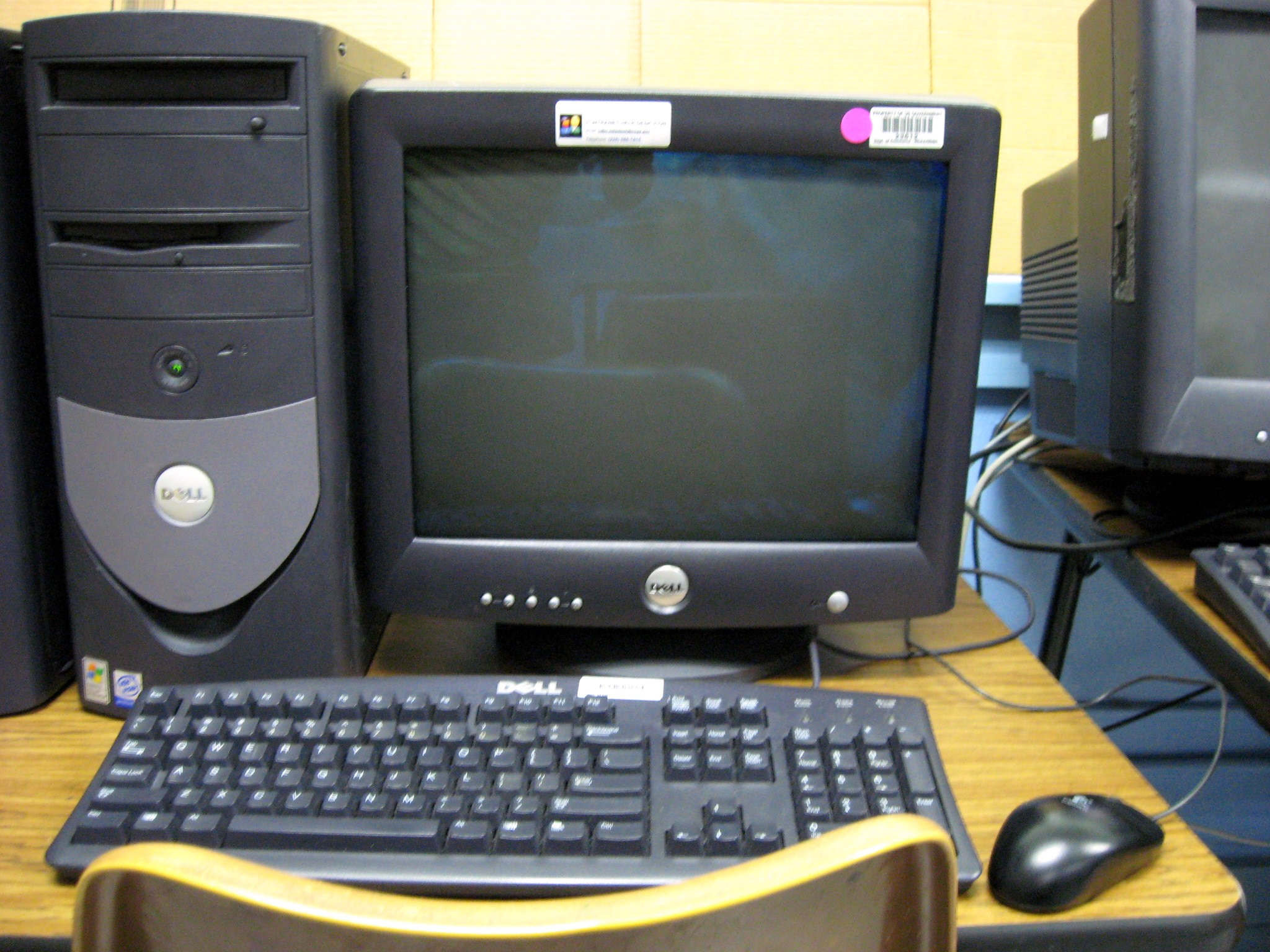
En äldre skrivbordsdator från Dell med tjockskärm.

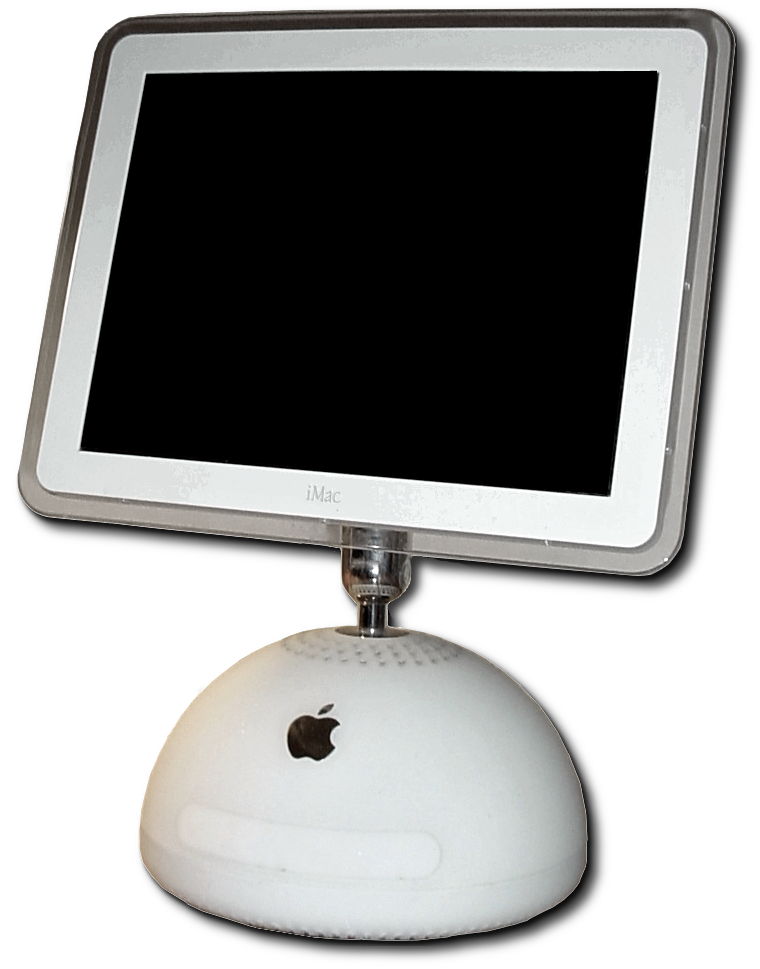
En Imac G4, där datorchassit är ihopbyggt med en plattskärm.

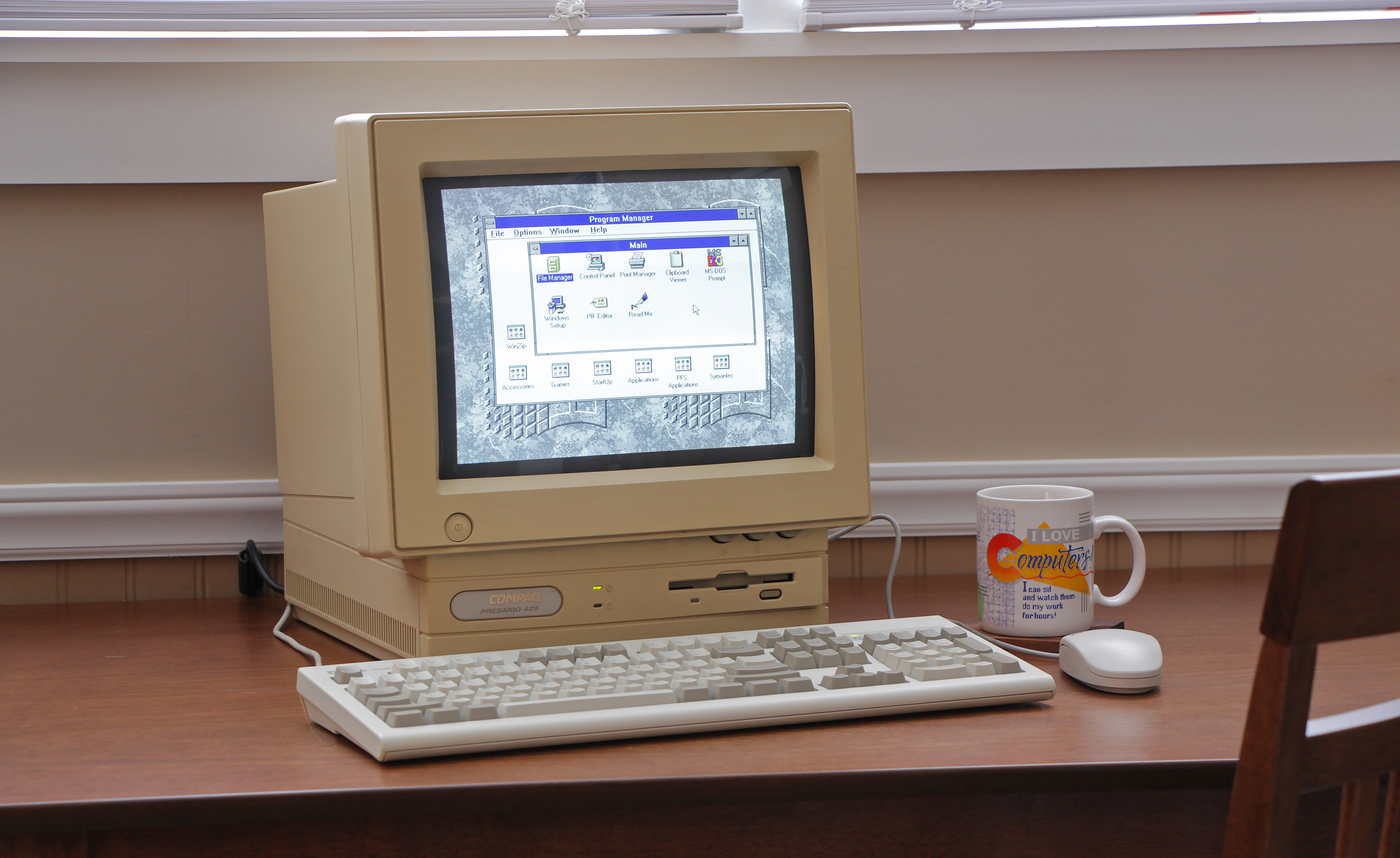
Compaq Presario 425 har dator och skärm i ett.

En skrivbordsdator, engelska desktop computer, är en persondator som är anpassad för att stå eller ligga på ett skrivbord eller datorbord. De är stationära datorer som inte är avsedda att bära runt på. Desktop var en benämning på bordsdatorer i största allmänhet, men under 1990-talet kom det mer att syfta på desktop publishing, det vill säga datorskapad layout.
Skrivbordsdatorer brukar bestå av en datorlåda som innehåller datordelarna, samt in- och utenheter, vanligast i form av ett tangentbord, en datormus och en bildskärm. Själva datorlådan kan antingen vara liggande eller stående, de sistnämnda även kallade torn. De första skrivbordsdatorerna hade liggande lådor. Sedan slutet av 1990-talet är de flesta datorer inbyggda i tornlådor. Datorlådan och skärmen behöver inte nödvändigtvis vara åtskilda. I gamla Macintosh, Imac och vissa PC-modeller är skärmen inbyggd i datorn.

## Olikaplattformar
Vanliga
- PC-kompatibel
- Macintosh

Mindre vanliga
- Sun Microsystems
- Silicon Graphics

## Historik
De första skrivbordsdatorerna på 1980-talet var ordbehandlare. Under 1990-talet blev multimedia och Internetuppkopplingar allt mer vanliga, och datorer började förses med CD-ROM-läsare och externa högtalare som standardutrustning. Platta bildskärmar konkurrerade ut de klassiska katodstrålerören. Under 2000-talets första decennium började bärbara datorer, så kallade laptops, konkurrera ut skrivbordsdatorerna.